# Lance Hedman Graaf
Lance Hedman Graaf, folkbokförd som Carl Sör Lancelot Hedman, född 21 juli 2000 i Stockholm, är en svensk TV-profil, artist, låtskrivare och musiker. Han är son till Magnus Hedman och Magdalena Graaf.

## Musikkarriär
Hedman Graaf var en del av duon Lance & Linton tillsammans med Linton Calmroth. I juni 2019 skrev duon skivkontrakt med Universal Music. Deras låt "Best Time's Right Now" som är skriven av dem själva samt av Kevin Högdahl och Niklas Carson Mattsson släpptes den 21 juni samma år.[källa behövs]
I oktober 2021 gjorde Hedman Graaf solodebut under artistnamnet Lancelot med singeln "Fördärvad", som han skrev när han var inskriven på ett behandlingshem. Bland de artister som han anser har influerat honom nämns Fred Åkerström, BB King, Johnny Cash och Freddie King. År 2023 debuterade Hedman Graaf med EP:n "Medborgare av ingenstans".

## TV och filmframträdanden
Åren 2018–2019 var Hedman Graaf huvudperson i reality-serien Lance vs Livet. Våren 2019 deltog han i det årets säsong av Let's Dance. Hans danspartner var Linn Hegdal och tillsammans slutade de på en tredjeplats i semifinalen. 2021 deltog Hedman Graaf i programmet Behandlingen på Kanal 5.
Hedman Graaf medverkade i den tredje deltävlingen av Melodifestivalen 2022 med låten "Lyckligt slut". Bidraget hamnade på sjätte plats och gick därmed inte vidare.
2024 debuterade han som skådespelare i den biografiska filmen Sommartider, där han porträtterade Anders Herrlin som var basist i Gyllene Tider.

## Diskografi
- 2023 – Medborgare av ingenstans (Universal Music AB)

### Singlar
- 2021 – Fördärvad
- 2021 – Desdemona
- 2021 – Lyckligt slut
- 2022 – Blomma
- 2022 – Säg vad du vill
- 2022 – Spring
- 2022 – Jag vill inte ha dig tillbaks, tillsammans med Clara Klingenström.
- 2022 – Förbjudet land , tillsammans med Lisa Howard.
- 2023 – Natten
- 2023 – Förlåt
- 2023 – När vi vaknar